# Маріус Каргес
Маріус Каргес (нім. Marius Karges, нар. 14 січня 2003) — німецький легкоатлет, який спеціалізується на метанні диска.

## Спортивні досягнення
Чемпіон світу серед юніорів у метанні диска (2022).